# Кочиш, Николай Михайлович
Николай Михайлович Кочиш (1 декабря 1928 — 16 апреля 1973) — лингвист, преподаватель, беллетрист, культурный и общественный активист украинской национальной ориентации среди русинов Воеводины.

## Биография
Кочиш окончил первые два класса гимназии, но позже в 1947 году завершил образование в педагогическом училище в Сомборе. Преподавал в различных школах на территории проживания русинов в Воеводине, в том числе в Куцуре и Русском Керестуре. Работал в редакции детского журнала «Пионирска заградка», после чего продолжил образование, окончив в 1956 году Высшую педагогическую школу в Нови-Саде и философский факультет университета в том же городе (1963). Последовательно пропагандируя преподавание на русинском языке в школах, в 1965 году Кочиш возглавил русиноязычную секцию в Воеводинском региональном издательстве учебников, в 1971 году помог основать и стал первым председателем Общества русинского языка и литературы и внёс весомый вклад в разработку лекционного курса по русинской литературе в новосадском университете (1972).
Некоторые критики считают Кочиша представителем «высшей точки русинской литературы». С 1948 года публикует поэзию, позднее с 1951 года прозу в русинских периодических изданиях. Его первый сборник рассказов «Крочаї» (1963) презентует сценарий, по которому мир детей проводит параллели к миру взрослых. Следующими были два тома детской поэзии «Дзелїме радосц и чежкосци» (1972) и «Мы ту не госци» (1973). В 1978 году была издана ретроспективная подборка его произведений, а также книга под названием «Самые квитнє Руснакова душа».
Кочиш, известный также как лингвист, который сделал весомый вклад в стандартизацию русинского литературного языка. В 1960 году опубликовал серию учебников, впервые с периода Второй мировой войны, под названием «Мацеринска бешеда» (1965—1968). Эти учебники выдержали несколько переизданий и посмертно вышли в свет с редактированием автора под названием: «Руски язык и култура висловйованя». Опубликовал также первые орфографические правила русинского языка «Правопис руского язика» (1971), который получил одобрительный отклик как от лингвистов, так и от широкой общественности, как необходимый стандарт. Первая часть его «Ґраматики руского язика» была опубликована посмертно (1974). Кочиш является также первым лексикографом русинов Воеводины, составителем русинско-сербского словаря исторической терминологии для школ (1970) и практического терминологического словаря на 14000 слов (сербо-хорватско-русинско-украинский) (1972). Его статьи и очерки, посвящённые языковым вопросам, были включены в сборник «Линґвистични работы» (1978). Пропагандируя употребление русинского языка как литературного, Кочиш одобрительно относился к заимствованию однокоренных или подобных украинских языковых и лексикальных форм. В честь многогранных достижений Кочиша, издательство «Руске слово» учредило в 1974 году премию, которой награждались лучшие литературоведческие работы, посвящённые русинам Воеводины.

## Работы
- «Мацеринска бешеда. Граматика» (1965, 1967, 1968),
- «История: словнїк терминох за основну школу» (1970),
- «Правопис руского язика» (1971),
- «Приручни терминолоіийни словнїк сербскогорватско-руско-українски» (1972),
- «Граматика руского язика за 1—11 класу ґимназиї» (опубл. 1974).